# Olympian Village
Olympian Village – miasto w Stanach Zjednoczonych, w stanie Missouri, w hrabstwie Jefferson.